# 낙원의 밤
《낙원의 밤》(영어: Night in Paradise)은 2020년 제작된 대한민국의 영화로, 박훈정이 감독을 맡았다. 2020 베네치아 영화제에서 전 세계 최초로 공개되었다.

## 줄거리
조직의 보스인 양 회장이 이끄는 재연파의 조직원인 태구는 라이벌인 북성파의 도 회장으로부터 스카우트 제의를 거절한다. 이에 대한 보복으로 태구의 누이와 조카가 살해당하고, 태구는 도 회장과 그의 부하들을 잔인하게 죽인 뒤 제주도로 도피한다. 그곳에서 그는 시한부 환자인 재연과 그녀의 삼촌인 무기상 쿠토를 만난다.
한편, 태구의 보스인 양 회장은 북성파의 남은 간부들을 모두 제거하여 조직을 영원히 없앨 계획을 세운다. 그러나 태구의 리더십과 효율성 없이는 계획이 실패하고, 북성파의 마 이사는 복수를 위해 태구를 무자비하게 쫓는다. 양 회장은 자신의 목숨을 구하기 위해 태구를 북성파에 넘겨주며 배신하게 된다. 쿠토는 구매자들과의 총격전 중 사망하고, 태구와 재연은 도피하게 된다.
태구는 나중에 양 회장에게 배신당해 마 이사의 부하들에게 잔혹한 고문을 당한다. 마 이사는 태구가 북성파로 넘어갈 것을 두려워한 양 회장이 태구의 누이와 조카를 죽이도록 지시했음을 폭로한다. 격분한 태구는 양 회장을 공격하지만 결국 마 이사의 부하들에게 살해당하고, 양 회장이 마지막 일격을 가한다. 재연은 태구와의 거래 조건에 따라 풀려나지만, 그녀와 태구가 처음 만났던 식당에서 조직원들을 기습하고 해변에서 자살하며 복수한다. 영화는 배경에서 들리는 큰 폭발음과 함께 끝난다.

## 등장인물
- 엄태구: 박태구 역
- 전여빈: 재연 역
- 차승원: 마상길 이사 역
- 이기영: 쿠토 역
- 박호산: 양도수 사장 역
- 이주원: 양 사장 수하 역
- 현봉식: 북성파 조직원 역
- 이새로미: 의사 1 역

## 특별출연
- 손병호: 도 회장 역
- 이문식: 박 과장 역
- 장영남: 재경 역
- 차순배: 황 사장 역